# Ban Gu
Bān Gù (cinese: 班固; nome di cortesia: 孟堅, Mèng Jiān; 32 – 92) è stato uno storico e poeta cinese.

## Biografia
Bān Gù nacque in una famiglia di intellettuali. Suo padre, Ban Biao, era infatti uno storico importante e Bān Gù ereditò dal padre la responsabilità di scrivere la storia ufficiale della dinastia Han, in un libro che oggi è conosciuto come Libro degli Han.
Il suo lavoro fu interrotto bruscamente da problemi politici. Il fatto di essere associato alla famiglia dell'imperatrice Dou causò prima la sua prigionia e quindi la sua morte. Il lavoro di scrittura del Libro degli Han fu completato dalla sorella Bān Zhāo.
Esso è diviso in una sezione annalistica, in monografie su vari argomenti, in tavole genealogiche, e in biografie e notizie sui paesi stranieri.
Una delle monografie più interessanti è quella intitolata Trattato sulla letteratura, comprendente un elenco bibliografico dei libri circolanti nella Cina dell'epoca.
Bān Gù fu anche autore di opere poetiche, alcune delle quali furono raccolte nel VI secolo da Xiao Tong nel suo Wénxuǎn (文選, "testi scelti"), una selezione di letteratura antica.

## Famiglia
- Bān Biāo (班彪; 3-54; padre)
- Bān Chāo (班超; 32-102; fratello)
- Bān Zhāo (班昭; sorella)